# Béatrix de Bretagne
Pour les articles homonymes, voir Béatrix.
Béatrix de Bretagne, dame de Laval, Vitré, Hédé, née le 7 décembre 1295, morte le 9 décembre 1384,, est la fille d'Arthur II, duc de Bretagne et de Yolande de Dreux, comtesse de Montfort.

## Famille
Elle épousa le 2 mars 1315 Guy X (mort en 1347), seigneur de Laval, et eut :
- Guy XI (mort en 1348), sire de Laval ;
- Guy XII (mort en 1412), sire de Laval, de Vitre et de Gavre ;
- Catherine, dame de Villemomble, mariée en 1361 à Olivier V de Clisson (mort en 1407), comte de Porhoet.

Son mari meurt à la bataille de la Roche-Derrien. Son fils y est fait prisonnier comme Charles de Blois. Béatrix de Bretagne traite la rançon de ce dernier, elle le rachepta pour grand somme d'argent.
Elle fut inhumée à l'abbaye de Clermont à côté du grand autel, vis-à-vis, de Guy XII, son fils. Couanier de Launay indique que l'on pouvait toujours voir sa tombe au XIXe siècle où il était inscrit : Cy gist noble dame Béatrix de Bretaigne, dame de Laval et de Vitré, fille du duc Arthur, jadis duc de Bretaigne et de la reine d'Escosse, laquelle Béatrix décéda le vii jour de décembre l'an mil ccc, iiii, xx, et iiii.